# Olivier Pont

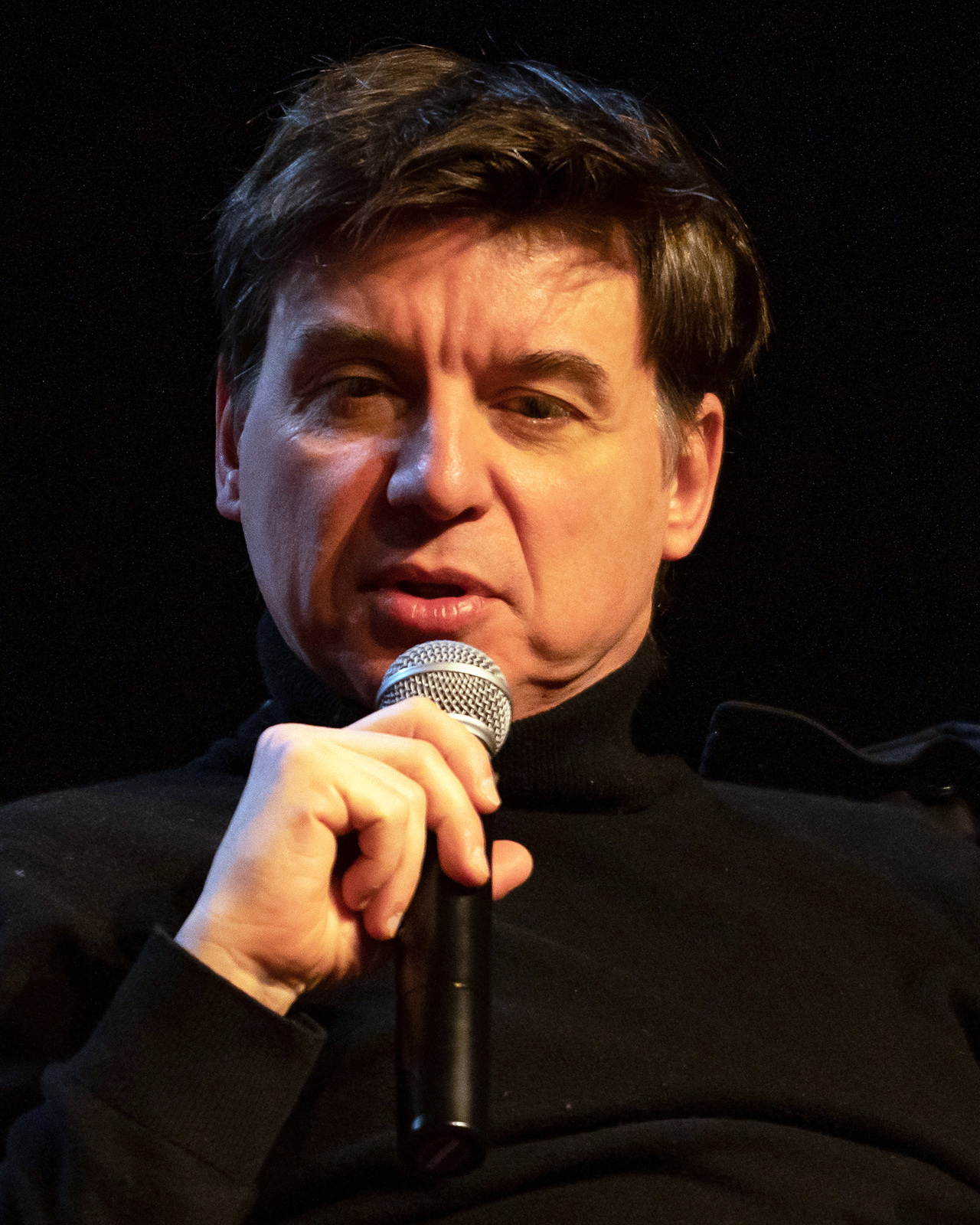
Olivier Pont (2023)

Olivier Pont (* 18. Juni 1969 in Le Blanc-Mesnil) ist ein französischer Comic-Künstler, Illustrator und Filmregisseur.

## Leben
Olivier Pont kam im Pariser Vorort Le Blanc-Mesnil zur Welt und zog mit seiner Familie kurz darauf nach Saint-Laurent-du-Var. In seiner Jugend lernte er Georges Abolin kennen. Die beiden einte eine Leidenschaft für Zeichnen und Comics.
Nach der Schule gingen Abolin und er gemeinsam zu einem Animations- und Multimedia-Studiengang nach Paris an die Kunstschule CFT Gobelins. Auch ihre berufliche Karriere begannen sie gemeinsam. 1989 zogen sie nach London, wo sie bei den Universal Studios unter anderem an Feivel, der Mauswanderer im Wilden Westen (1991) und Vier Dinos in New York (1993) mitarbeiteten.
1991 gewann Olivier Pont den ersten Platz beim französischen Comicwettbewerb des FNAC. Mit Abolin brachte er den Comic Le Capitaine Kucek heraus. Danach trennten sich die Wege der beiden. Abolin geht für Disney TV nach Australien und bekommt 1995 eine Stelle bei Disney in Paris. Oliver Pont verfolgte seine Comic-Karriere weiter und illustrierte die humoristische Reihe La Honte sowie eine Adaption der französischen Radiosendung Arthur et les Pirates. 2001 erschien eine erneute Zusammenarbeit mit Abolin, die Serie Totale Maîtrise. 2004 veröffentlichen beide den Comic-Roman Jenseits der Zeit.
2005 begann er als Regisseur zusammen mit seiner Ehefrau Elizabeth Marre zu arbeiten. Sein Erstlingswerk war der Kurzfilm La Petite Flamme, der in den Episodenfilm 5 Histoires…d’amour aufgenommen wurde. Es folgte 2007 der Kurzfilm Manon sur le bitume. Für diesen werden beide bei der Oscarverleihung 2009 für den Oscar für den Besten Kurzfilm nominiert. 2008 folgte der Kurzfilm Exquisite Corpse und 2012 die Fernsehserie Dein Wille geschehe, für die er vier Episoden umsetzt.
2017 veröffentlichte er die Graphic Novel 7 Frauen.

## Werke
- Arthur et les pirates. Mit Arthur und Le Prince. Vents d’Ouest 1993. ISBN 2-86967-279-9
- 1993–1996: Kucek
  - Band 1: Princesse Salima. Vents d’Ouest 1993. ISBN 2-86967-207-1
  - Band 2: Kanchak le fourbe. Vents d’Ouest 1993. ISBN 2-86967-306-X
  - Band 3: L'Élu. Vents d’Ouest 1996. ISBN 2-86967-477-5
- 1997–2003: La Honte (mit Jim)
  - La Honte - Ces p'tits riens qui nous pourrissent la vie. Vents d'Ouest 1997. ISBN 2-86967-566-6
  - La Honte 2 - Ces p'tits trucs qui nous plombent une réputation. Vents d'Ouest 2003. ISBN 2-7493-0094-0
- 2001–2011: Totale Maîtrise (Serie mit Georges Abolin, 5 Bände)
  - Band 1: Totale maîtrise. Vents d’Ouest 2001. ISBN 2-86967-941-6
  - Band 2: Avalanche Riders. Vents d’Ouest 2001 ISBN 2-7493-3013-0
  - Band 3: Hawaiian Style. Vents d’Ouest 2006. ISBN 2-7493-0221-8.
  - Band 4: Peuf Daddy. Vents d’Ouest 2007. ISBN 978-2-7493-0392-5
  - Band 5: Australia Baby!!!. Vents d’Ouest 2007. ISBN 978-2-7493-0502-8
- Jenseits der Zeit. Mit Georges Abolin. Carlsen Verlag. ISBN 978-3-551-78371-4 (Ou le regard ne porte pas)
- 7 Frauen. Splitter Verlag 2017. ISBN 978-3-95839-481-0 (DesSeins)
- 2020–: Comicreihe Der Schweinehund mit Régis Loisel (Un putain de salopard)
  - Band 1: Isabel. Carlsen Verlag 2020. ISBN 978-3-551-79357-7
  - Band 2: O Maneta. Carlsen Verlag 2021. ISBN 978-3-551-79366-9
  - Band 3: Guajeraï: Abenteuer im Dschungel Südamerikas Carlsen Verlag 2024. ISBN 978-3-551-79482-6

## Filmografie

### Regie
- 2005: La Petite Flamme (Kurzfilm)
- 2007: Manon sur le bitume
- 2008: Exquisite Corpse
- 2012: Dein Wille geschehe (Ainsi soient-ils) (Fernsehserie, 4 Episoden)

### Animator
- 1991: Feivel, der Mauswanderer im Wilden Westen (An American Tail: Fievel Goes West)
- 1993: Vier Dinos in New York (We’re Back! A Dinosaur's Story)